# Can Nogueras (Mataró)
Can Nogueras és una obra de Mataró (Maresme) protegida com a bé cultural d'interès local.

## Descripció
Xalet de planta baixa i pis amb jardí.
Aprofita el desnivell del terreny permetent l'aparició d'un porxo a la façana posterior de l'edifici. La utilització de l'estructura metàl·lica permet una major llibertat en la distribució de la planta.
Presenta una coberta amb dues lleugeres pendents i aiguafons longitudinal al mig.
Destaca l'horitzontalitat de la composició en la façana i la simplicitat en l'ús dles materials brise-soleil, pedra viva, arrebossat pintat blanc i fusteria envernissada.